# 허니문 (2014년 영화)
《허니문》(영어: Honeymoon)은 2014년에 공개된 미국의 SF 공포 영화이다.

## 출연
- 로즈 레슬리
- 해리 트레더웨이
- 벤 휴버
- 해나 브라운

## 기타 제작진
- 세트: 스콧 쿠지오

## 시청 등급
- 대한민국: 15세 이상 관람가
- 미국: R